# パラッツォーロ・アクレイデ
パラッツォーロ・アクレイデ（イタリア語: Palazzolo Acreide, シチリア語: Palazzuolu）は、イタリア共和国シチリア州シラクーザ県にある、人口約8,500人の基礎自治体（コムーネ）。
その町並みは世界遺産「ヴァル・ディ・ノートの後期バロック様式の町々」の一部を構成している。

## 地理

### 位置・広がり

#### 隣接コムーネ
隣接するコムーネは以下の通り。括弧内のRGはラグーザ県所属を示す。
- ブシェーミ
- カッサロ
- フロリーディア
- モーディカ (RG)
- ノート
- シラクーザ
- ソラリーノ
- ソルティーノ

## 文化・観光
「イタリアの最も美しい村」クラブ加盟コムーネである。